# Buergeria buergeri
Buergeria buergeri — вид земноводних з роду Buergeria родини Веслоногі.

## Опис
Загальна довжина досягає 3,5—6,9 см. Спостерігається статевий диморфізм: самиці більші за самців. Голова невелика з опуклими очима. Має 6—10 сошникових зубів. Тулуб стрункий. Шкіра горбиста. Кінчики пальців мають диски-присоски. Самці мають шлюбні мозолі сірувато-жовтого кольору та 1—2 щілиноподібних отворів-резонаторів. Забарвлення сіре або сіро-коричневе з розкиданими темними цятками.

## Спосіб життя
Полюбляє гірську місцину поблизу річок, струмків та озер. Активна вночі. Голос нагадує спів птахів. Тому цього веслонога часто тримають як хатню тваринку. Добре пересувається по скелям та камінню. Живиться комахами та павуками.
Розмноження відбувається у квітні-серпні. за сезон самиця робить декілька кладок, де загалом є 500 яєць діаметром 2 мм. Пуголовки з'являються вилуплюються через 2 тижні.

## Розповсюдження
Мешкає на острова Хонсю, Сікоку, Кюсю (Японія).